# (6124) Mecklenburg
(6124) Mecklenburg ist ein Asteroid des äußeren Hauptgürtels, der vom deutschen Astronomen Freimut Börngen am 29. September 1987 an der Thüringer Landessternwarte Tautenburg (IAU-Code 033) entdeckt wurde. Eine unbestätigte Sichtung des Asteroiden (1971 SM) hatte es schon am 16. September 1971 an der argentinischen Felix-Aguilar-Observatorium gegeben.
In frühen Ausgaben der AstDyS-2-Datenbank wird (6124) Mecklenburg der Hilda-Gruppe zugeordnet, einer Asteroidenfamilie, die sich in einer Bahnresonanz von 3:2 mit dem Planeten Jupiter um die Sonne bewegt. Namensgeber dieser Gruppe ist der Asteroid (153) Hilda. Seit Mitte 2013 definiert die Datenbank eine eigene Asteroidenfamilie, in der (6124) Mecklenburg der namensgebende Asteroid ist. Zur Mecklenburg-Familie gehören mit Stand August 2025 142 Asteroiden, zum Beispiel (14195) 1998 XD51, (17212) 2000 AV183, (32455) 2000 SW60 und (99862) Kenlevin.
Nach der SMASS-Klassifikation (Small Main-Belt Asteroid Spectroscopic Survey) wird bei einer spektroskopischen Untersuchung von Gianluca Masi, Sergio Foglia und Richard P. Binzel bei (6124) Mecklenburg von einer dunklen Oberfläche ausgegangen, es könnte sich also, grob gesehen, um einen C-Asteroiden handeln.
Die Bahn des Asteroiden wurde 1994 gesichert, so dass eine Nummerierung vergeben werden konnte. (6124) Mecklenburg wurde am 17. März 1995 auf Vorschlag von Freimut Börngen nach der Region Mecklenburg zu Ehren der 1000-Jahr-Feier im Jahr 1995 benannt. Der Name Mecklenburg („Mikelenburg“) taucht erstmals in einer Urkunde aus dem Jahr 995 auf.